# Horst de Marées
Horst de Marées (* 25. Oktober 1896 in Weimar; † 1. Februar 1988 in Otterndorf) war ein deutscher Maler.

## Biografie
Marées Vater war der Landschaftsmaler Lothar de Marées, seine Mutter Claire de Marées (geb. Häberlin) ebenfalls eine Malerin. Er war zudem ein Großneffe 3. Grades des bekannten Malers Hans von Marées.
Nach der Schule wurde Marées zum Kriegsdienst im Ersten Weltkrieg eingezogen und am Bein verwundet. Die Versehrtenrente ermöglichte ihm ein Kunststudium, zunächst auf der Großherzoglich-Sächsischen Kunstschule Weimar bei Walther Klemm, ab Oktober 1919 dann auf der Akademie der Bildenden Künste München bei Hugo von Habermann.
In den 1920er Jahren war Marées ein recht erfolgreicher Portraitmaler, so dass er 1927 nach Florenz übersiedeln konnte. 1933 kehrte er nach Deutschland zurück und ließ sich zunächst in Braktin bei Gerdauen in Ostpreußen nieder. Im Dritten Reich errang er teilweise Preise und Anerkennung, andererseits wurden manche Werke auch aus Ausstellungen entfernt, so nachweislich 1937 in der Nazi-Aktion „Entartete Kunst“ aus dem Museum Folkwang Essen ein Wandgemälde, das Teil einer figürlichen Wandbildkomposition war. Es wurde vernichtet.
1939 machte Marées Bekanntschaft mit dem französischen Maler Jean Giono, der ihn für ländliche Motive begeisterte. Im selben Jahr erwarb er einen kleinen Bauernhof in Barkau, Kreis Angerapp, 1942 einen größeren Hof im naheliegenden Ragauen. 1943 wurde er zum Heer (Wehrmacht) eingezogen, 1944 allerdings aus gesundheitlichen Gründen wieder entlassen. Bei der Ostpreußischen Operation (1945) gingen große Teile seines Werkes verloren.
Er richtete sich zunächst im thüringischen Wasungen bei seinen Eltern ein und setzte seine malerische Tätigkeit fort. Er war in der Sowjetischen Besatzungszone und in der Deutschen Demokratischen Republik   war er – wie schon im Dritten Reich – als Künstler anerkannt, musste allerdings auch hier Einschränkungen bei Ausstellungen hinnehmen. Als ihm die DDR-Behörden 1960 eine Reisegenehmigung zwecks einer Operation verweigerten, floh er in die Bundesrepublik Deutschland und ließ sich in Osterbruch nieder, hielt sich aber auch einen Sommerwohnsitz in Verdun-en-Lauragais. 1988 starb Marées im 92. Lebensjahr.

## Werk
Marées Bedeutung ist wissenschaftlich noch nicht endgültig aufgearbeitet. Er scheint den künstlerischen Strömungen und Moden seiner Zeit immer etwas distanziert gegenübergestanden zu haben, ohne sich von ihnen unabhängig zu machen. Bemerkenswert ist sein ambivalentes Verhältnis sowohl zum nationalsozialistischen wie später dem ostdeutschen Kunstbetrieb.
Marées Werk umfasst mehrere tausend Werke, die sich zum größten Teil in Museen in Meiningen, Erfurt und Altenburg befinden und zu einem anderen Teil beim sowjetischen Einmarsch in Ostpreußen untergegangen sind. Ein Teil befindet sich auch in Privatbesitz.

## Ausstellungen

### Einzelausstellungen
- 1992: Höxter, Museum Hoxter-Corvey
- 1993; Altenburg/Thüringen Lindenau-Museum
- 1993: Erfurt, Angermuseum
- 2002: Otterndorf, Museum Kranichhaus

### Ausstellungsbeteiligungen
- 1949: Dresden, 2. Deutsche Kunstausstellung

- 1979: Berlin, Altes Museum („Weggefährden – Zeitgenossen“)

- 1985: Erfurt, Gelände der Internationalen Gartenbauausstellung („Künstler im Bündnis“)